# Автошлях Т 0110
Автошля́х Т 0110 — автомобільний шлях територіального значення в Автономній Республіці Крим. Пролягає територією Красногвардійського та Нижньогірського районів через Красногвардійське — Нижньогірський. Загальна довжина — 36,2 км.

## Маршрут
Автошлях проходить через такі населені пункти:
| Автошлях Т 0110           |         |
| Автономна Республіка Крим |         |
| Красногвардійський район  |         |
| Красногвардійське         | E105М18 |
| Щербакове                 |         |
| Володимирове              |         |
| Невське                   |         |
| Мускатне                  |         |
| Нижньогірський район      |         |
| Владиславівка             |         |
| Новогригорівка            |         |
| Буревісник                |         |
| Митрофанівка              |         |
| Плодове                   |         |
| Нижньогірський            | Т 0112  |
| Сім'яне                   | E97М17  |